# رتینوئیک اسید
رتینوئیک اسید (به انگلیسی: Retinoic acid) با فرمول شیمیایی C۲۰H۲۸O۲ یکی از متابولیتهای ویتامین آ با شناسه پاب‌کم ۴۴۴۷۹۵ است؛ که جرم مولی آن ۳۰۰٫۴۳۵۱۲ g/mol می‌باشد. این ترکیب در تمام طنابداران یافت می‌شود و ضروری است.